# Robin Rimbaud
Robin Rimbaud (Londra, 1964) è un musicista e compositore inglese.
Robin Rimbaud è meglio conosciuto nell'ambito della musica elettronica con lo pseudonimo di Scanner. È inoltre membro del gruppo musicale Githead, assieme a Colin Newman degli Wire, Malka Spigel e Max Franken della band israeliana Minimal Compact.
Con il progetto musicale Scanner produce il suo primo album nel 1994, con titolo omonimo.

## Musiche per teatro
- Nel 2009 Robin Rimbaud realizza le musiche per lo spettacolo Consegnaci, Bambina, I tuoi Occhi del gruppo teatrale Lenz Rifrazioni di Parma[2] da cui verrà realizzato anche un album dall'omonimo titolo.

## Discografia
- 1996 - Sub Rosa Live Sessions
- 1997 - The Garden Is Full Of Metal (Homage To Derek Jarman)